# Bert Allard
Bert Morgan Allard, född 3 april 1945 i Göteborgs Gamlestads församling, Göteborgs och Bohus län, är en svensk biokemist. Han disputerade 1975 vid Chalmers tekniska högskola och är professor i kemi, med inriktning mot miljövetenskap, vid Örebro universitet. Han har tidigare varit professor i det tvärvetenskapliga ämnet Vatten i natur och samhälle vid Linköpings universitet. Han invaldes 1997 som ledamot av Vetenskapsakademien.